# Луций Корнелий Сципион (консул 259 пр.н.е.)
Вижте пояснителната страница за други личности с името Луций Корнелий Сципион.
Луций Корнелий Сципион (на латински: Lucius Cornelius Scipio) e политик на Римската република през първата пуническа война.
Произлиза от важната фамилия Корнелии и е от нейния най-прочут клон Сципион. Син е на Луций Корнелий Сципион Барбат (консул 298 пр.н.е.).
Сципион започва своята кариера на служба като едил. През 259 пр.н.е. е избран за консул с Гай Аквилий Флор. Като главнокомандващ той превзема град Алерия на Корсика и почти цяла Сардиния. След тези победи той получава триумф.
През 258 пр.н.е. Сципион става цензор заедно с Гай Дуилий. Той освещава храм на богинята на бурите Темпестас, понеже неговата флота във войната не е пострадала от бури.
На неговия саркофаг в гробницата на Сципионите е запазен най-старият поетичен надпис.
Стихът на руски:
| „ | В одном согласны все римляне — Был на войне он лучшим мужем, Люций Сципион, сын Бородатого; Он был у вас и консулом, и цензором, и эдилом. Он взял войною Корсику, Алерию; а в городе Он Бурям храм воздвиг, обещанный за помощь. | “ |